# Un passager de trop
Un passager de trop est le 10e épisode de la quatrième saison de la deuxième série de la série télévisée de science-fiction britannique Doctor Who. Il a été diffusé pour la première fois sur BBC One le 14 juin 2008. L'épisode est centré sur le Dixième Docteur (David Tennant) ; sa compagne, Donna (Catherine Tate), n'y apparaît que rapidement au début et à la fin.

## Résumé
Le Docteur et Donna se trouvent sur la planète Minuit pour un séjour qui s’apparente à des vacances. Tandis que Donna préfère des loisirs oisifs, le Docteur embarque à bord de la navette 50 pour une meilleure découverte de cette planète faite de diamants, mais qui se trouve en orbite autour d’un soleil qui diffuse une lumière mortelle, à moins d’être filtrée par de massives épaisseurs de verre.
Le voyage doit durer environ quatre heures, mais la navette doit faire un petit détour à la suite d'une chute de diamants ; des « activités » sont prévues (musique, dessins animés, etc.) mais le Docteur utilise son tournevis sonique pour y couper court, et il fait connaissance avec les autres occupants de la navette : Ciel Silvestry, une femme solitaire qui voyage pour se remettre d’une rupture amoureuse, le professeur Hobbes et son assistante, la famille Cane et son adolescent boudeur. À mi-voyage, la navette s'arrête au milieu de nulle part. Le Docteur pénètre dans le poste de pilotage : le pilote n'a aucune explication à ce qui se passe, pas plus que le mécanicien stagiaire ; à un moment, ce dernier croit apercevoir une ombre se déplacer, alors que la planète est censée être inhabitée et inhabitable du fait des rayons x-toniques émis par le soleil.
Le pilote ayant envoyé un signal de détresse, des secours devraient arriver une heure plus tard. Le Docteur rejoint les autres passagers.
Mais des coups venant de l'extérieur de la navette se font entendre, tournant tout autour, faisant paniquer les passagers et l'hôtesse, et plus particulièrement Ciel vers qui les bruits semblent finalement se diriger, juste avant que les lumières ne s'éteignent et que la navette ne soit endommagée. L'hôtesse ouvre alors la porte menant à la cabine de pilotage, mais le cockpit a disparu, et elle referme vite la porte à cause des rayons x-tonic.
Ciel devient alors totalement étrange : elle répète ce que tout le monde dit, tout en restant quasiment immobile.
Alors que les passagers discutent et tombent de plus en plus dans la peur et l'angoisse, le Docteur tente de parler avec Ciel, ou avec la conscience qui est en elle : le délai dans la répétition de Ciel s'amenuise de plus en plus, jusqu'à ce qu'elle parle en même temps que la personne dont elle « répète » les paroles. Les passagers la pensent possédée et proposent de la jeter hors du vaisseau : le Docteur s'y oppose formellement et essaie de calmer les esprits en ramenant à la raison les passagers. Ciel se met alors à répéter uniquement les paroles du Docteur, puis commence même ses phrases avant lui, et c'est lui maintenant qui répète les paroles de Ciel ; et à son tour il ne peut plus bouger. Les autres suspectent alors que ce qui possédait Ciel s'est « déplacé » dans le Docteur.
Ciel, qui peut de nouveau bouger librement, convainc facilement les autres qu'elle est redevenue normale. Elle les pousse alors facilement, mis à part l'hôtesse et Dee Dee, à croire que le Docteur est le responsable de ce qui se passe, et les encourage à le jeter hors de la navette. Le Docteur ne fait que répéter ce que dit Ciel, toujours incapable de bouger. M. Cane et le professeur Hobbes essaient de le déplacer vers la porte.
Lorsque Ciel utilise les mots « Allons-y », l'hôtesse, à qui le Docteur avait déjà lancé cette réplique au début du voyage, empoigne alors Ciel par surprise et se jette avec elle hors de la navette, se sacrifiant. Avec la mort de Ciel, le Docteur redevient normal, mais reste très choqué par tout ce qui vient de se passer. Les autres passagers méditent sur leurs comportements, et grâce au Docteur prennent également conscience du fait qu'aucun d'entre eux ne connaissait le nom de l'hôtesse qui s'est sacrifiée. Puis une navette de secours arrive.
Une fois de retour au spa où était restée Donna, cette dernière prend le Docteur dans ses bras. Ils discutent, le Docteur disant qu'il faut laisser cette planète tourner autour de son soleil x-tonique en silence.

## Distribution
- David Tennant : Le Docteur
- Catherine Tate : Donna Noble
- Billie Piper : Rose Tyler
- Rakie Ayola : L'hôtesse
- Lesley Sharp : Sky Silvestry (Ciel Silvestry en VF)
- David Troughton : Professeur Hobbes
- Ayesha Antoine : Dee Dee Blasco
- Lindsey Coulson : Val Cane
- Daniel Ryan : Biff Cane
- Colin Morgan : Jethro
- Tony Bluto : Joe le chauffeur
- Duane Henry : Claude le mécanicien

## Continuité
- Rose apparaît brièvement sur un des écrans de télévision après l'attaque de la navette par la forme de vie extra-terrestre, faisant écho à une scène similaire dans A.T.M.O.S., deuxième partie[2]. Dans ces deux situations, on la voit crier silencieusement vers le Docteur, qui ne regarde pas l'image dans le premier cas et regarde dans la direction opposée dans le second. Rose apparaît également brièvement à la fin de l'épisode Le Retour de Donna Noble. Lorsque le Docteur parle avec Ciel du récent célibat de cette dernière, il évoque Rose en parlant d'« une amie qui vit dans un autre univers ».
- Deux expressions communément utilisées par le dixième Docteur, « allons-y » et « molto bene » (apparaissant respectivement dans L'Armée des ombres et Le Mariage de Noël), sont utilisées pour identifier sa voix[3].
- La thématique des planètes perdues continue dans cet épisode, puisque Dee Dee dit rechercher la lune perdue de Poosh.
- De même la location la cascade de la Méduse mentionnée dans plusieurs épisodes fait partie des mots que le Docteur fait répéter à Ciel, tout comme son fruit préféré, la banane.
- Lorsque Donna imite le Docteur à la fin de l'épisode, il lui demande de cesser dans les mêmes termes que lorsque Rose, Martha ou encore cette même Donna avaient essayé d'imiter un parler archaïque. Cette fois, sa motivation est différente : il est visiblement encore sous le choc de son expérience.

## Production
Cet épisode et son suivant, Le Choix de Donna ont été filmés quasiment en même temps, pour des raisons de coût. Ainsi, Donna apparaît très peu dans cet épisode ; dans le suivant, c'est le Docteur qui n'apparaît presque pas.
Cet épisode est le cinquantième de la nouvelle série. Le vaisseau dans lequel le Docteur et les passagers se retrouvent enfermés s'appelle justement le Crusader 50.

## Distribution
David Troughton, qui joue le professeur Hobbes, remplace Sam Kelly qui s'est cassé la jambe et a dû abandonner le rôle. Aujourd'hui connu pour son travail avec la Royal Shakespeare Company et à la télévision, il est le fils de Patrick Troughton qui interprétait le second Docteur. Dans les années 1960, il apparaît (non crédité) dans The Enemy of the World, The War Games et The Curse of Peladon. Même s'ils portent le même nom, il n'a aucune parenté avec la réalisatrice Alice Troughton.
Colin Morgan, qui interprète le jeune Jethro, s'est ensuite fait connaître en obtenant le rôle principal dans la série télévisée Merlin.
L'acteur Daniel Ryan (Biff Kane) a demandé à jouer dans cet épisode, car il disait qu'il en avait marre de jouer dans des « séries pour adultes » et voulait que ses enfants puissent le voir jouer à la télévision.
Lesley Sharp, qui interprète Sky Silvestry, est connue pour le rôle principal dans la série télévisée Afterlife.